# 山神社 (中央市)
山神社（やまのかみしゃ）は、山梨県中央市大鳥居に鎮座する神社。中央市の南方の前山山頂にあり、地元では通称「お山の神さん」と呼ばれている。また、山道の桜は、「山の神千本桜」と呼ばれ、山梨名花百選にも選ばれている。

## 祭神
大山祇命を祀る。

## 歴史
本殿の付近にある石碑の銘文によると、江戸時代の正徳5年（1715年）4月に創建され、現在地に鎮座したという。古くから農工守護・商売繁盛に霊験があると崇敬され、山梨県下だけでなく、京浜方面からも多くの参拝者があったとされる。戦後の昭和40年代には、山之神社と山道の千本桜が全国に紹介され、さらに多くの参拝者が訪れるようになったことから、神域を整備しようと言うことになった。大鳥居地区と信徒が中心となり働きかけ、1994年（平成6年）に現在の石祠の本殿や拝殿・玉垣などが、1995年（平成7年）には社務所・篭り堂などが整備された。

## 祭祀
例祭は4月と10月の17日。